# Amphisbaena spurelli
Espèce
Amphisbaena spurelli est une espèce d'amphisbènes de la famille des Amphisbaenidae.

## Répartition
Cette espèce se rencontre au Venezuela, en Colombie et au Panamá.  

## Étymologie
Cette espèce est nommée en l'honneur de Herbert George Flaxman Spurrell.

## Publication originale
- Boulenger, 1915 : Descriptions of a new Amphisbaena and a new snake discovered by Dr. H. G. F. Spurrell in southern Colombia. Proceedings of the Zoological Society of London, vol. 1915, p. 659-661 (texte intégral).